# 單文柔
單文柔（英語：Phoebe Sin Man Yau；1990年4月19日—），香港女演員及節目主持，是《2016年度香港小姐競選》參選者，前無綫電視基本藝人合約女藝員；丈夫為無綫電視演員陳展鵬。

## 簡歷
單文柔在香港出生和成長，有一名胞妹，曾就讀天神嘉諾撒學校及德蘭中學（2009年第31屆中五），之後在香港專業教育學院葵涌分校就讀設計，再到英國升讀倫敦藝術大學倫敦時尚學院，修讀布料設計學士課程。大學畢業後曾任職布料設計員，2016年參選無綫電視的香港小姐競選，在首圈十強出局。同年底入讀為期3個月演藝進修班，後主要擔任兒童節目主持。
2022年5月由經理人合約轉為基本藝人合約。
2025年初離開無綫電視，結束近九年賓主關係

## 個人生活
2017年3月，單文柔被拍到與藝人陳展鵬上山頂開餐而被人關注，之後他們澄清只是討論公事。2017年8月中，陳展鵬在《明報周刊》專訪中首度談及與她的緋聞。
2018年10月13日，單文柔與拍拖兩年的男友陳展鵬結婚，二人在船上舉行婚禮。11月10日，在社交網站宣布懷孕。
2019年4月21日，她在社交網站宣佈誕下女兒Quinta，並指女兒已經出生一星期，
但於坐月期間患上乳腺炎，更三度發高燒，醫生要求她留院觀察，其後康復。
2020年3月24日，單文柔為女兒陳諾瑤舉行一歲生日會。

## 演出作品

### 電視劇集
- 2017年：《老表，畢業喇！》飾 尤田助手
- 2023年：《香港人在北京》飾 嚴太太

## 外部連結
- 單文柔的Facebook專頁
- 單文柔的Instagram帳戶
- 2016香港小姐競選- 10號單文柔Sin Man Yau ,Phoebe - 佳麗檔案-tvb.com
- Phoebe Sin — BA (Hons) Fashion Textiles 倫敦藝術大學，2015